# Juanma López
Juan Manuel López Martinez, plus connu sous le nom de Juanma López (né le 3 septembre 1969 à Madrid en Espagne) est un joueur de football international espagnol, qui évoluait au poste de défenseur.

## Biographie

### Carrière en sélection
Avec l'équipe d'Espagne, il joue 11 matchs (pour aucun but inscrit) entre 1992 et 1997. Il figure notamment dans le groupe des sélectionnés lors de l'Euro de 1996.
Il dispute également les JO de 1992. Il joue quatre matchs lors du tournoi olympique.

## Palmarès
| Atlético Madrid - Championnat d'Espagne (1) : - Champion : 1995-96. - Coupe d'Espagne (3) : - Vainqueur : 1990-91, 1991-92 et 1995-96. |  | Espagne olympique - Jeux olympiques (1) : - Or : 1992. |